# Closterus extensiramis
Closterus extensiramis là một loài bọ cánh cứng trong họ Cerambycidae.